# 安德拉什大街
安德拉什大街（匈牙利語：Andrássy út）是匈牙利首都布达佩斯标志性的林荫大道，可以追溯到1872年。它连结伊丽莎白广场与城市公园，两边是美丽的新文艺复兴宫殿和房屋，具有美丽的立面、楼梯及室内设计，2002年被列为世界遗产。

## 历史

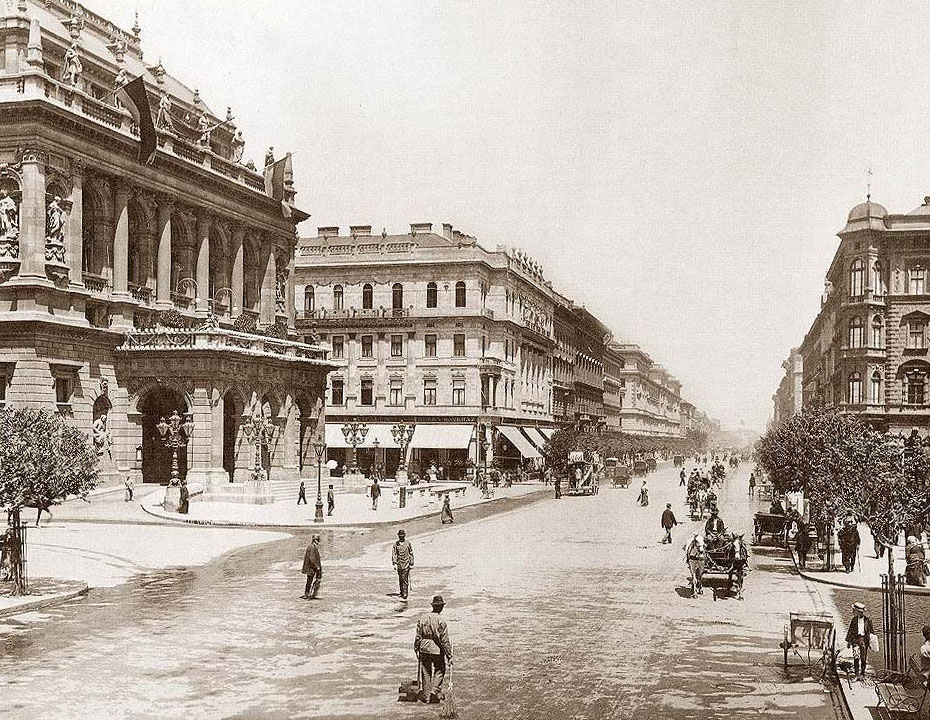
安德拉什大街和匈牙利国家歌剧院（左侧），1896年

这条大街下令在1870年修建，以缓解平行的国王大街（Király utca）沉重的交通压力，它连结内城地区和城市公园。修筑工程开始于1872年，到1876年8月20日（国庆节）完成。最后按照前3名竞争对手提出的计划综合实施：路易斯莱克纳（Lajos Lechner）、弗里杰（Frigyes Feszl）以及克莱因和弗雷泽（Klein & Fraser）。这些宫殿由当时最杰出的建筑师伊柏爾·米克洛什等人修建，由匈牙利和其他国家银行提供资金。这些房屋于1884年基本完成，大部分房屋入住的是贵族，银行家，地主和古老的家族。大街在1885年以计划的主要支持者，首相安德拉希·久洛的名字命名。
布达佩斯地铁是欧洲大陆第一条地铁，于1870年提议，因为这座首都一直反对地面道路交通运输。1894年开始建造，并于1896年完成，这条新的地铁线路可通往匈牙利千年庆祝活动的主会场城市公园。